# Instituto Federal da Bahia
El Instituto Federal de Educación, Ciencia y Tecnología de Bahía (IFBA) es una institución educativa de la República Federativa de Brasil, creada mediante la transformación del Centro Federal de Educación Tecnológica de Bahía (CEFET/BA), mediante la Ley Federal 11.892.  Su rectoría está ubicada en Salvador, la capital de Bahía, en el barrio de Canela. 